# Erwin Beck (Botaniker)
Erwin Beck (* 2. November 1937 in München) ist ein deutscher Botaniker (Pflanzenphysiologie) und Biochemiker. Er ist emeritierter Professor für Botanik an der Universität Bayreuth.
Beck studierte zunächst Biologie, Chemie und Erdkunde für das Lehramt an der Universität München (Examen 1960) und wurde 1963 bei Hermann Merxmüller an der TU München über Chemotaxonomie zum Dr. rer. nat. promoviert. 1968 habilitierte er sich für Biochemie und ging zu Otto Kandler an die Universität München, wo er über pflanzliche Kohlenhydrate forschte. 1974 wurde er außerplanmäßiger Professor in München und 1975 wurde er Professor für Pflanzenphysiologie an der Universität Bayreuth. 2006 wurde er emeritiert. 1985 bis 1988 war er Vizepräsident der Universität zuständig für Forschung und Nachwuchsförderung. 1987 gründete er an der Universität Bayreuth das erste biologische Graduiertenkolleg (über Pflanzen-Herbivoren-Systeme) in Deutschland.
Beck befasste sich zunächst mit Pflanzenphysiologie und Biochemie und später zunehmend mit ökologischen Fragen (Ökophysiologie, Pflanzenökologie) und ist Ko-Autor eines Lehrbuchs zur Pflanzenökologie. Er forschte in Hochregionen Ostafrikas und im Bergregenwald in Ecuador.
In der Pflanzenphysiologie erforschte er den Kohlenhydratstoffwechsel (zum Beispiel Stärkebildung und -abbau mit Pullulanasen) und Photosynthese. Unter anderem klärte er die chemische Struktur des RuBisCO-Inhibitors. Seine Arbeiten standen bei der  Glykolat-Biosynthese in Konkurrenz mit denen von Nathan Edward Tolbert, mit dem er aber auch bei der physiologischen Bedeutung des atmosphärischen Sauerstoff-Partialdrucks zusammenarbeitete. Beck untersuchte auch die Rolle von Pflanzenhormonen bei der Kontrolle des Spross- und Wurzelwachstums.
Er ist Ehrenmitglied der Deutschen Botanischen Gesellschaft (DBG), deren Präsident er 1995 bis 2002 war. 2006 wurde er Ehrendoktor der TU Kaiserslautern.
Nach der Wende war er von 1991 bis 1994 Vorsitzender der Struktur- und Berufungskommission der Humboldt-Universität Berlin und 1996/97 Vorsitzender der Evaluationskommission des Landes Berlin. Er war lange Jahre auswärtiger Examiner an der Universität Addis Abeba und der Universität Nairobi. Seit 1998 war er Vorsitzender des Sachverständigenkreises Biodiversitätsforschung des Bundesministeriums für Bildung und Forschung und er ist Sprecher der DFG Forschergruppe 402 (Funktionalität in einem tropischen Bergregenwald Süd-Ecuadors).

## Schriften
- mit Ernst-Detlef Schulze und Klaus Müller-Hohenstein: Pflanzenökologie. Spektrum Akademischer Verlag, 2002, ISBN 3-8274-0987-X.
- Erwin Beck: Beiträge zur Chemosystematik einiger Centrospermen, Plumbaginaceen und Primulaceen. Dissertation. München 1963. OCLC 231756969
- als Hrsg.: Die Vielfalt des Lebens. Wie hoch, wie komplex, warum? Wiley-VCH, Weinheim 2012, ISBN 978-3-527-33212-0.